# والنتینا نرسیسیان
والنتینا مکرتچی نرسیسیان (ارمنی: Վալենտինա Մկրտչի Ներսիսյան؛ انگلیسی: Valentina Nersisyan؛ زادهٔ ۱۳ ژوئیهٔ ۱۹۲۴ - درگذشته ۲۰۰۹) پزشک، و خون‌شناس اهل ارمنستان بود.

## زندگی‌نامه
وی در ۱۳ ژوئیه ۱۹۲۴ در ایروان به دنیا آمد و از دانشگاه پزشکی دولتی ایروان فارغ‌التحصیل گشت. وی در  مرکز خون‌شناسی روبن یولیان فعالیت می‌کرد. وی در ۲۰۰۹ در سن ۸۵ سالگی در ایروان درگذشت.